# Бурлю-Тобе
Бурлю-Тобе — упразднённый посёлок в Бурлютобинском районе Талды-Курганской области Казахской ССР. Точная дата упразднения не установлена.

## География
Располагался на северо-восточном берегу озера Балхаш, у залива Бурлю, на расстоянии примерно 8,5 километра (по прямой) к юго-западу от железнодорожной станции Акбалык линии Берлик I — Актогай Казахской железной дороги.

## История
Посёлок появился благодаря строительству Турксиба. К посёлку, занимавшемуся рыболовством и обработкой рыбы, подходила железнодорожная ветка от Акбалыка.
В 1932 году селение Бурлютюбе становиться одной из баз строительства Прибалхашского медного комбината, через которую шла доставка грузов.
В 1933—1941 годах — административный центр Бурлютобинского района.
В 1937 году селению Бурлю-Тюбе был присвоен статус рабочего поселка.

## Население
В 1937 году в посёлке было размещено около 400 семей депортированных корейцев с Дальнего Востока.
По данным переписи 1939 года в посёлке проживало 4652 человека, в том числе 2473 мужчин и 2179 женщин.